# Золотые Ворота (скала)
Золоты́е Воро́та (укр. Золоті Ворота, крымскотат. Altın Qapı, Алтын Къапы) — прибрежная скала арочной формы у вулканического массива Кара-Даг в Крыму, на берегу Чёрного моря. Ближайший населённый пункт — посёлок Курортное, часть городского округа Феодосия.
Золотые ворота Кара-Дага — самая знаменитая скала древнего вулкана, его самая большая достопримечательность и символ. Живописная скала вызывает большой интерес у туристов и отдыхающих.

## Мифология
Ранее скалу называли Шейтан-Капу (крымскотат. Şeytan Qapu — «чёртовы ворота»). Считалось, что где-то там, среди скал, находился вход в преисподнюю. Во время существования СССР скала называлась Карадагские ворота.
Современное название связано с цветом скалы: она покрыта жёлтыми лишайниками, кроме того солнечные лучи на закате придают ей дополнительный красный оттенок.
Проход сквозь арку Золотых ворот на небольшом катере обещает исполнение самого сокровенного желания. Дно около скалы усеяно монетами, которые бросают туристы.

## Место в литературе
- Очертания «Золотых ворот» можно увидеть на полях рукописи «Евгений Онегин» А. С. Пушкина. Рисунок был сделан через 3 года после путешествия вдоль побережья Крыма на борту брига «Мингрелия» из Феодосии в Гурзуф. В черновых тетрадях, около наброска XLVI строфы первой главы «Евгения Онегина» (октябрь 1823 года) сохранился сделанный по памяти, но довольно точный рисунок скалы, стоящей в море, в которой нельзя не узнать известных «Золотых ворот» — Карадага. Необычную скалу поэт увидел в ночь с 18 на 19 августа 1820 года. Чуть ниже чёрной скалы-арки — мрачная фигура беса во тьме, вокруг которого пляшут мелкие бесенята и несётся на помеле ведьма.

Очевидно, что Пушкину скала была известна как «Чёртовы ворота». Рядом с рисунком четверостишие:
 Кто жил и мыслил, тот не может

 В душе не презирать людей;

 Кто чувствовал, того тревожит

 Призрак невозвратимых дней…
Рисунок скалы в море — не просто один из немногих пейзажных рисунков поэта, имеющий поразительно точный, документально-топографический характер. Он обогащает наше представление о памятных местах, с которыми был связан для Пушкина один из самых волнующих моментов его жизни.
- «Там Сердоликовая бухта, куда ездят за сердоликом отузские и коктебельские жители и где море неустанно пополняет расхищенные сердолики. От моря на огромную высоту встают снизу острые, голые, лишенные растительности утёсы, в диком беспорядке нагромождённые друг на друге. И нельзя спуститься к ним сверху и нельзя подняться к ним снизу» — писал об этих местах С. Я. Елпатьевский в «Крымских очерках».